# ヴィクター・ロスチャイルド (第3代ロスチャイルド男爵)
第3代ロスチャイルド男爵ナサニエル・メイヤー・ヴィクター・ロスチャイルド（英語: Nathaniel Mayer Victor Rothschild, 3rd Baron Rothschild, GBE, GM, FRS、1910年10月31日 - 1990年3月20日）は、イギリスの貴族、銀行家、政治家、陸軍軍人。英国ロスチャイルド家嫡流の第5代当主。

## 経歴

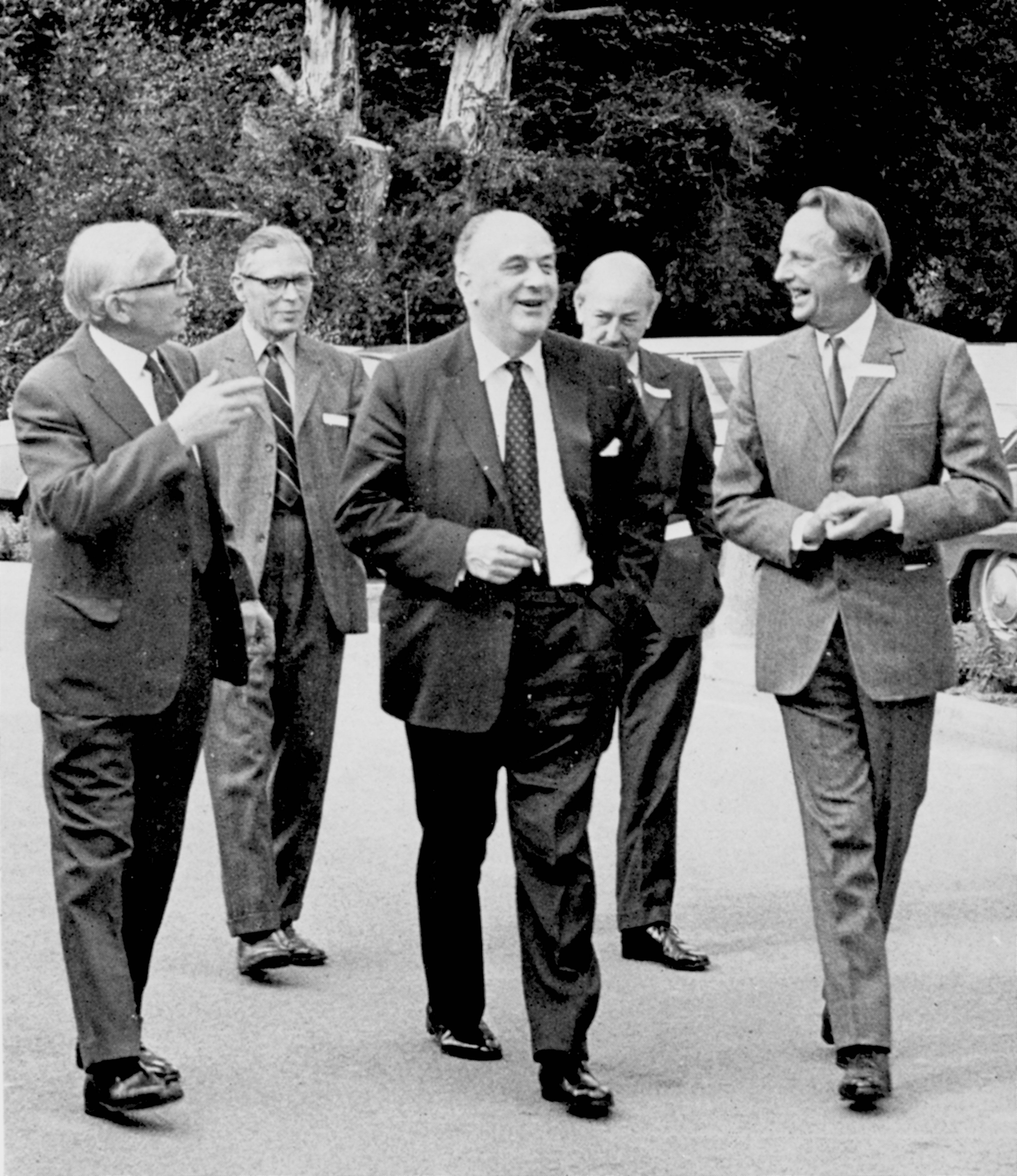
1973年の第3代ロスチャイルド男爵ヴィクター・ロスチャイルド（中央）

初代ロスチャイルド男爵ナサニエル・ロスチャイルドの次男チャールズ・ロスチャイルドとその夫人であるロズシカ・フォン・ヴェルトハイムシュタインの長男として生まれる。
ハーロー校を経て、ケンブリッジ大学トリニティ・カレッジに入学。マルクス主義者が多く参加していた大学内の秘密結社ケンブリッジの使徒に参加したが、ヴィクター自身は穏健な左翼思想の持ち主でマルクス主義者ではなかったという。しかしソ連のスパイであるガイ・バージェス、アンソニー・ブラント、キム・フィルビーらと交友関係を持っていた。
1937年8月27日に伯父である第2代ロスチャイルド男爵ウォルター・ロスチャイルドが男子なく死去したため、第3代ロスチャイルド男爵位を継承し、労働党の貴族院議員となる。
ナチス・ドイツによるユダヤ人迫害に憤慨し、強制収容所から逃れてきたユダヤ人から聞いた体験談を演説で盛んに訴えたが、世間からはほとんど信じてもらえなかったという。N・M・ロスチャイルド&サンズの経営を見ていた分家の従兄弟叔父たち（ライオネルとアンソニー）とともに「ドイツユダヤ人のための英国中央基金」や「ドイツユダヤ人のための委員会」といった募金機関を立ち上げ、ドイツ・ユダヤ人の亡命と亡命後の生活の支援をした。ヴィクターは一族の中でも特に熱心にユダヤ人救済活動に取り組んでいたという。1938年にはローマ教皇ピウス11世にラテン語で手紙をしたため、ナチスに対する抗議声明を出すことを嘆願した。
第二次世界大戦中にはイギリス陸軍に入隊し、若くして中佐階級まで昇進した。MI5のB1C部（爆発物とサボタージュ対策部）部長としてドイツ軍が仕掛けてくるサボタージュ煽動への対策や爆発物の解体にあたっていた。その戦功で国王ジョージ6世よりジョージ・メダルを賜り、またアメリカ軍からもブロンズ・スター・メダルを授与された。首相ウィンストン・チャーチルの護衛隊員にも選出されている。
大戦中からイギリスの対外諜報機関と連携することが多かったため、その人脈を生かして戦後には私的諜報機関を作ったといわれ、中東戦争や中国国共内戦の情勢を調査したり、イスラエルの諜報機関モサドの育成にあたったなどといわれているが、諜報活動の真偽を調べるのは困難であり、定かではない。
戦中から戦後にかけて英国ロスチャイルド家の金融業の近代化が推し進められ、持株会社ロスチャイルド・コンティニュエーション・ホールディングス（Rothschild Continuation holdings）が設置されるとともに、1947年にはその子会社としてN・M・ロスチャイルド&サンズが法人化され、株式会社となった。ロスチャイルド家の嫡流でありながらヴィクターは諜報活動や政治家の仕事の方を好み、銀行業をやりたがらなかった。そのためN・M・ロスチャイルド&サンズの株式は分家のアンソニー・グスタフ・ド・ロスチャイルドが60%を取得し、ヴィクターの所有は20%という配分がなされた。これにより実質的経営権はアンソニーが握るようになった。
1970年に保守党政権のエドワード・ヒース内閣が成立。ヒースは翌1971年にも首相直属で政策を提言する委員会を設置したが、その委員長にヴィクターが任じられた。以降3年に渡ってヒース内閣に様々な政策提言を行った。政府と科学技術の産業との橋渡しをはじめとして、人種問題や核問題などイギリスの様々な社会問題にも切り込んだ。
1974年に政権交代があり、1975年には首相直属委員会の委員長を辞した。この後、N・M・ロスチャイルド&サンズ内で息子ジェイコブとアンソニーの息子で筆頭株主のエヴェリンの対立が深まり、二人の対立を仲裁する意味でヴィクターがN・M・ロスチャイルド&サンズ頭取に就任する。バイオテクノロジーの投資会社の創設にあたった。しかしジェイコブとエヴェリンの対立を抑えられぬまま、エヴェリンに頭取職を譲って退任した。
その後は持株会社ロスチャイルド・コンティニュエーション・ホールディングス会長に就任した。
しばしば「ソ連のスパイ」という疑惑を受け、1986年12月にはマーガレット・サッチャー首相にその噂を否定する声明を出してもらっている。
ケンブリッジ大学の生物学者でもあり、受胎と精子の研究にあたった。それに関する著作もある。また初版本の蒐集を趣味としており、その多くをケンブリッジ大学に寄贈している。

## 栄典

### 爵位・準男爵位
1937年8月27日の伯父ウォルター・ロスチャイルドの死去により以下の爵位・準男爵位を継承した。
- ハートフォード州におけるトリングの第3代ロスチャイルド男爵 (3rd Baron Rothschild, of Tring in the County of Hertford)
(1885年6月29日の勅許状による連合王国貴族爵位)
- (グローヴナー・プレイスの)第4代準男爵 (4th Baronet "of Grosvenor Place")
(1847年1月12日の勅許状による連合王国準男爵位)
- 第5代ロートシルト男爵 (Freiherr von Rothschild)
(1822年9月20日創設のオーストリア貴族爵位)

### 勲章
- 1944年、ジョージ・メダル（英語版）（GM）[2]
- 1975年、大英帝国勲章ナイト・グランド・クロス（GBE）[2]
- 聖ジョン名誉勲章（英語版）ナイト[2]

### 名誉職その他
- 1937年、哲学博士号（ケンブリッジ大学トリニティ・カレッジ）[2]
- 1951年、科学博士号（ケンブリッジ大学名誉学位）[2]
- 1953年、王立協会フェロー[2]
- 1971年、哲学博士号（テルアビブ大学名誉学位）[2]
- 1975年、哲学博士号（ヘブライ大学名誉学位）[2]
- 1980年、大学博士号（ヨーク大学名誉学位）[2]
- 1980年、哲学博士号（バル＝イラン大学名誉学位）[2]
- 科学博士号（マンチェスター大学名誉学位）[2]
- 科学博士号（ニューカッスル大学名誉学位）[2]

## 子女
1933年12月28日にサー・ジョージ・ハッチンソンの娘バーバラ・ジュディス・ハッチンソン(Barbara Judith Hutchinson, -1989)と最初の結婚をし、彼女との間に以下の3子を儲けた。
- 第1子(長女)サラ・ロスチャイルド (Sarah Rothschild, 1934-) ジェームス・ダグラス＝ヘンリーと結婚。
- 第2子（長男）ナサニエル・チャールズ・ジェイコブ・ロスチャイルド (Nathaniel Charles Jacob Rothschild, 1936-) 第4代ロスチャイルド男爵位を継承
- 第3子（次女）ミランダ・ロスチャイルド (Miranda Rothschild, 1940-) ブジェマー・ブーマザ、のちイアン・トマス・ワトソンと結婚。

1946年にテレサ・ジョージナ・メイヨー(Teresa Georgina Mayor)と再婚し、彼女との間に以下の4子を儲けた。
- 第4子（三女）エマ・ジョージナ・ロスチャイルド（英語版） (Emma Georgina Rothschild, 1948-) インドの経済学者アマルティア・センと結婚
- 第5子（次男）ベンジャミン・メイヤー・ロスチャイルド (Benjamin Mayor Rothschild, 1952) 夭折
- 第6子（四女）ヴィクトリア・キャサリン・ロスチャイルド (Victoria Katherine Rothschild, 1953-) 劇作家シモン・グレイ（英語版）と結婚
- 第7子（三男）アムシェル・メイヨー・ジェームズ・ロスチャイルド（英語版） (Amschel Mayor James Rothschild, 1955-1996)